# All Saints
All Saints es un grupo musical británico que se formó en Londres en 1993. Publicó su primer disco en el año 1997. Formado por Melanie Blatt y Shaznay Lewis (fundadoras de la banda), y las hermanas canadienses Natalie y Nicole Appleton, integradas más tarde en el grupo. Han vendido 11.000.000 de copias hasta la fecha.

## Biografía
Melanie y Shaznay comenzaron su carrera musical cantando como coros en el ZTT Recording Studios en All Saints Road, Londres. En 1993, Melanie, Shaznay, y la tercera miembro original llamada Simone Rainford decidieron formar un grupo musical y grabar un disco juntas. Según Simone, pensaron en llamarle al grupo Spice, pero decidieron que eso no era buena idea, y decidieron llamarse All Saints 1.9.7.5., nombre de la calle donde se conocieron y el año de sus nacimientos. Fueron contratadas por ZTT Records UK.
En 1994, All Saints 1.9.7.5. actuaron por primera vez en el Touch Magazine en el Notting Hill Carnival. Las tres grabaron tres canciones, pero fracasaron. Además, Melanie y Simone tuvieron conflictos en cuanto a la dirección del grupo que causó serias tensiones en la banda.
En el verano de 1995, Simone Rainford dejó el grupo y ZTT Records despidió al grupo. A pesar de todo, Melanie y Shaznay decidieron continuar y buscar reemplazo para Simone. Después de muchas audiciones, el padre de Melanie conoció a Nicole Appleton, quien conoció a Melanie días después en el Sylvia Young Theatre School. Shaznay apoyó a Appleton para que se uniese al grupo. Su hermana Natalie Appleton fue la última en integrarse al grupo, después de que diese a luz a su hija Rachel dos años antes, y no quería dejar su maternidad al margen. Pero los padres de Nicole y Natalie le ofrecieron ayuda para criar a su bebé, para que pudiese seguir con su carrera musical.

## All Saints
Después de formarse como nuevo grupo musical en mayo de 1996, las cuatro conocieron a Karl Gordon, miembro de la banda Outlaw Posse, con quién grabaron un demo "I Know Where It's At". El siguiente paso fue buscar un nuevo contrato musical, pero muchas de las discográficas británicas querían llevarlas a convertirse en un duplicado de las Spice Girls. Afortunadamente, el demo consiguió entrar en London Records, donde John Benson cerró el contrato de las chicas en noviembre de 1996.
En 1997, "I Know Where It's At", su sencillo-debut, debutó en el #4 de las Listas de Ventas Inglesas. El siguiente sencillo, "Never Ever", fue el comienzo de la consagración como grupo en el mundo de la música, vendiendo más de 1 000 000 de sencillos solo en el Reino Unido, y más de 1 000 000 en el resto del mundo. El sencillo ganó 2 Premios Brit en 1998, por el Mejor Sencillo y el Mejor VideoClip. Otros premios son: "Artista Revelación en los MTV Europe Music Awards", Poco después, "All Saints" sería su álbum-debut, del que vendieron más de 5,000,000 de discos en todo el mundo. Su tercer sencillo, "Pure Shores", fue un éxito en las listas de ventas de todo el mundo, debido a que fue usado para la película de Leonardo DiCaprio "La Playa" The Beach, convirtiéndose en el segundo Best-Selling Sencillo de 2000.
Durante toda su carrera musical, la banda anotó cinco #1 singles. Después de publicar su segundo disco "Saints And Sinners", el grupo decidió separarse en 2001, después de numerosas especulaciones y rumores. 

### Carreras en solitario
Nicole y Natalie formaron el dúo Appleton, con el que grabaron un solo disco con la discográfica británica "Concept Records UK", antes de Polydor Records, pero debido al fracaso de su disco, se marcharon a Concept, donde publicaron su último sencillo "Everything Eventually". Su primer y último álbum fue "Evetything's Eventual", que llegó al #9 en el Reino Unido, vendiendo menos de 80 000 copias, y menos de 100 000 en todo el mundo, siendo insuficientes para Polydor que las despidió.
Melanie Blatt publicó solo dos singles, con muy poco éxito en el Reino Unido, que fueron "Do Me Wrong", llegando al #18 y siendo despedida de London Records, y "See Me", banda sonora para la película "Robots", fracasando en el Reino Unido, llegando al #82.
Shaznay Lewis publicó a través de London Records su álbum-debut "Open", que fracasó en el Reino Unido, debutando en su primera semana en el #22, pero bajando en su segunda semana al #57. Sus dos singles publicados fueron "Never Felt Like This Before", que llegó al #8 en UK, y "You", llegando al #56 en UK.

### El regreso de All Saints
El 24 de enero de 2006 fue anunciado el regreso del grupo. All Saints firmó un contrato multimillonario con Parlophone Records UK, discográfica de, entre otros, de Kylie Minogue, Pet Shop Boys o Jamelia. Casi un año después, el 13 de noviembre de 2006 publicaron su tercer álbum "Studio 1".
El primer sencillo escogido fue "Rock Steady", publicado el 6 de noviembre de 2006. El sencillo se emitió por primera vez en el programa radiofónico británico The Chris Moyles Show, de la BBC Radio 1 el 21 de septiembre de 2006. NME anunció que la banda haría una gira extensiva por toda Europa para promocionar el disco y su regreso.
Después de que se separasen en 2001, el grupo actuó el sencillo "Rock Steady" en el famoso y exitoso programa de la ITV 1 "Ant & Dec's Saturday Takeaway" el 21 de octubre de 2006. Además, han participado en el Mobile Phone Company 3, en el programa "3FrontRoom", programa sobre actuaciones de grupos famosos.
El sencillo Rock Steady debutó en las Listas de Singles del Reino Unido como #3, siendo un gran éxito. Además, el sencillo tuvo un éxito muy moderado en las listas de Europa, pero un teniendo un gran éxito en las listas de Asia, llegando incluso al #1 en China o en Israel.
Después del #3 en el Reino Unido, el grupo esperaba que el disco Studio 1 tuviese el mismo éxito, y que conquistase el UK Top 10. Pero nada de eso ocurrió. El disco solo llegó al #40 en el Reino Unido, después de caer al #75 en su segunda semana. En el Reino Unido el disco ha vendido menos de 40,000 copias, siendo un fracaso total para el grupo. En Europa, el disco fue publicado el 20 de noviembre, siendo también un fracaso muy importante, destacando el #73 de Suiza o el #89 de Alemania. En Asia, el disco disfrutó de un moderado éxito, llegando al #30 en Israel, al #24 en China o al #57 en Japón.
El segundo y último sencillo de Studio 1 fue Chick Fit, canción que nunca se puso a la venta en formato CD en el Reino Unido, pero sí de forma Digital. El sencillo entró en una decepcionante posición #256 en el UK Singles Chart, conforme a las ventas en las Descargas. Debido a esto, All Saints y Parlophone rompieron de mutuo acuerdo el contrato, pudiéndose llevar los derechos de "Studio 1" para poderlo publicarlo de nuevo, o publicar nuevos singles promocionales. En Rumanía, el sencillo fue publicado, llegando al #64 en las Listas de Ventas, y en Asia, el sencillo solo fue publicado en Israel, China y Japón, publicándose el 12 de marzo de 2007, y llegando al Top 40 en ambos países. 
Durante los últimos días de febrero, se ha rumoreado la posible marcha del grupo de Parlophone, debido a la escasa promoción que la discográfica ha hecho del disco y de los sencillos, y podrían conseguir un nuevo contrato en Polydor Records, discográfica de cantantes y grupos tan exitosos como son Sophie Ellis-Bextor, Nelly Furtado, Take That o Girls Aloud.
El 25 de mayo de 2013, la miembro original de All Saints, Simone Rainford, murió de cáncer de riñón un mes después de su cumplir 38 años de edad, en su casa de Greenwich.
En noviembre de 2013, se anunció que el grupo se reformaría oficialmente por segunda vez para respaldar a los Backstreet Boys durante cinco fechas en todo el Reino Unido e Irlanda en 2014.
El 27 de enero de 2016, confirmaron el lanzamiento de su cuarto álbum de estudio Red Flag el 8 de abril de 2016. El sencillo principal del álbum, "One Strike", precedió al álbum el 26 de febrero de 2016. Tras su lanzamiento, el álbum debutó en el número 3 en la lista de álbumes del Reino Unido.
El 22 de febrero de 2016, All Saints anunció su primera presentación en más de una década en el KOKO de Londres. El 15 de marzo de 2016, el grupo anunció su primera gira como cabeza de cartel en 15 años promocionando su álbum regreso de 2016, Red Flag.
El 22 de octubre de 2016, anunciaron que serán los artistas soportes de Take That en su gira por Reino Unido e Irlanda en mayo y junio de 2017.

## Miembros
- Melanie Blatt (25 de marzo de 1975; Camden, Londres, Inglaterra, Reino Unido)
- Shaznay Lewis (14 de octubre de 1975; Islington, Londres, Inglaterra, Reino Unido)
- Nicole Appleton (7 de diciembre de 1974; Hamilton, Ontario, Canadá)
- Natalie Appleton (14 de mayo de 1973; Mississauga, Ontario, Canadá)

## Discografía
Álbumes de estudio:
- 1997: "All Saints" (+5.000.000)
- 2000: "Saints & Sinners" (+3.500.000)
- 2006: "Studio 1" (+400.000)
- 2016: "Red flag"

Recopilatorios:
- 1998: "The Remix Album" (+200.000)
- 2001: "All Hits" (+1.300.000)
- 2010: "Pure Shores: The Very Best Of All Saints"

### Álbumes
| Año  | Álbum              | Chart Positions | Chart Positions | Chart Positions | Chart Positions | Chart Positions | Chart Positions | Chart Positions | Chart Positions | Chart Positions | Chart Positions | Chart Positions | Chart Positions | Chart Positions | Chart Positions | Chart Positions | Chart Positions | Chart Positions | Chart Positions | Chart Positions | Chart Positions | Discográfica                               |
| Año  | Álbum              | UK              | IRL             | AUS             | ALE             | AUT             | FRA             | HOL             | SUI             | ITA             | ISR             | CHN             | JPN             | NOR             | SUE             | BEL             | PTG             | FIN             | USA             | CAN             | UWC             | Discográfica                               |
| ---- | ------------------ | --------------- | --------------- | --------------- | --------------- | --------------- | --------------- | --------------- | --------------- | --------------- | --------------- | --------------- | --------------- | --------------- | --------------- | --------------- | --------------- | --------------- | --------------- | --------------- | --------------- | ------------------------------------------ |
| 1997 | "All Saints"       | 2               | 1               | 4               | 8               | 15              | 19              | 8               | 3               | 1               | 1               | 1               | 1               | 12              | 13              | 5               | 3               | 24              | 40              | 18              | 9               | London Records. Copias Vendidas: 5,000,000 |
| 1998 | "The Remix Album"  | 104             | 99              | 27              | —               | —               | —               | —               | —               | —               | —               | —               | —               | —               | —               | —               | —               | —               | —               | —               | —               | London Records. Copias Vendidas: 200,000   |
| 2000 | "Saints & Sinners" | 1               | 2               | 20              | 15              | 12              | 36              | 16              | 7               | 1               | 1               | 1               | 65              | 15              | 10              | 27              | 6               | 19              | 125             | 99              | 28              | London Records. Copias Vendidas: 3,100,000 |
| 2001 | "All Hits"         | 18              | 38              | 47              | 84              | 56              | 95              | 74              | 51              | 24              | 3               | 8               | 35              | 40              | 64              | 80              | 104             | 77              | 214             | 107             | 56              | London Records. Copias Vendidas: 1,200,000 |
| 2006 | "Studio 1"         | 40              | 85              | 107             | 89              | 99              | 179             | 140             | 73              | 84              | 30              | 24              | 57              | 88              | 96              | —               | 128             | 102             | —               | —               | 85              | Parlophone/EMI. Copias Vendidas: 40,000    |
| 2016 | "Red Flag"         | 3               | 29              | 77              | —               | —               | 219             | 89              | 70              | —               | —               | —               | —               | —               | —               | 104             | —               | —               | —               | —               | —               | London Records.                            |

### Sencillos
| Año  | Título                                 | Chart Positions | Chart Positions | Chart Positions | Chart Positions | Chart Positions | Chart Positions | Chart Positions | Chart Positions | Chart Positions | Chart Positions | Chart Positions | Chart Positions | Chart Positions | Chart Positions | Chart Positions | Chart Positions | Chart Positions | Chart Positions | Chart Positions | Chart Positions | Chart Positions | Álbum               |
| Año  | Título                                 | UK              | IRL             | AUS             | ALE             | AUT             | FRA             | HOL             | SUI             | ITA             | ISR             | CHN             | JPN             | NOR             | SUE             | DIN             | BEL             | PTG             | FIN             | USA             | CAN             | UWC             | Álbum               |
| ---- | -------------------------------------- | --------------- | --------------- | --------------- | --------------- | --------------- | --------------- | --------------- | --------------- | --------------- | --------------- | --------------- | --------------- | --------------- | --------------- | --------------- | --------------- | --------------- | --------------- | --------------- | --------------- | --------------- | ------------------- |
| 1995 | "Silver Shadow"                        | —               | —               | —               | —               | —               | —               | —               | —               | —               | —               | —               | —               | —               | —               | —               | —               | —               | —               | —               | —               | —               | All Saints 1.9.7.5. |
| 1995 | "Let's Get Started/If You Wanna Party" | —               | —               | —               | —               | —               | —               | —               | —               | —               | —               | 10              | 25              | —               | —               | —               | —               | —               | —               | —               | —               | —               | All Saints 1.9.7.5. |
| 1997 | "I Know Where It's At"                 | 4               | 19              | 12              | 20              | 15              | 20              | 33              | 25              | 9               | 8               | 7               | 14              | 30              | 37              | 28              | 19              | 40              | 27              | 36              | 2               | 21              | All Saints          |
| 1997 | "Never Ever"                           | 1               | 2               | 1               | 1               | 7               | 4               | 4               | 4               | 1               | 1               | 1               | 1               | 6               | 3               | 1               | 1               | 2               | 12              | 4               | 4               | 3               | All Saints          |
| 1998 | "Under the Bridge/Lady Marmalade"      | 1               | 3               | 5               | 1               | 28              | 28              | 12              | 45              | 1               | 1               | 1               | 1               | 16              | 16              | 5               | 1               | 3               | 10              | 14              | 30              | 9               | All Saints          |
| 1998 | "Bootie Call"                          | 1               | 9               | 18              | 4               | 35              | 17              | 5               | 30              | 7               | 2               | 1               | 5               | 45              | 31              | 11              | 6               | 9               | 17              | 49              | 53              | 29              | All Saints          |
| 1998 | "War Of Nerves"                        | 7               | 21              | 18              | 9               | 40              | 20              | 8               | 12              | 5               | 1               | 1               | 8               | 58              | 73              | 19              | 5               | 15              | 21              | —               | —               | 40              | All Saints          |
| 2000 | "Pure Shores"                          | 1               | 1               | 4               | 14              | 11              | 6               | 9               | 6               | 1               | 1               | 1               | 8               | 5               | 10              | 1               | 1               | 1               | 5               | 6               | 35              | 5               | Saints & Sinners    |
| 2000 | "Black Coffee"                         | 1               | 6               | 20              | 9               | 18              | 33              | 9               | 28              | 7               | 1               | 1               | 1               | 14              | 14              | 1               | 1               | 1               | 11              | 12              | 41              | 17              | Saints & Sinners    |
| 2001 | "All Hooked Up"                        | 7               | 18              | 50              | 67              | 99              | 75              | 20              | 96              | 15              | 8               | 5               | 58              | 76              | 89              | 54              | 69              | 52              | 80              | —               | —               | 99              | Saints & Sinners    |
| 2001 | "Surrender"                            | —               | —               | —               | —               | —               | —               | —               | —               | —               | —               | —               | —               | —               | —               | —               | —               | —               | —               | —               | —               | —               | Saints & Sinners    |
| 2001 | "Twentyfourseven"                      | 6               | 19              | —               | —               | —               | —               | —               | —               | —               | —               | —               | —               | —               | —               | —               | —               | —               | —               | —               | —               | —               | All Hits            |
| 2006 | "Rock Steady"                          | 3               | 15              | 98              | 40              | 20              | 7               | 38              | 37              | 16              | 1               | 1               | 7               | 57              | 41              | 21              | 42              | 30              | 10              | 174             | 145             | 69              | Studio 1            |
| 2007 | "Chick Fit"                            | 256             | —               | —               | —               | —               | —               | —               | —               | —               | 27              | 20              | 39              | —               | —               | —               | —               | —               | —               | —               | —               | —               | Studio 1            |
| 2016 | "One Strike"                           | 115             | —               | —               | —               | —               | —               | —               | —               | —               | —               | —               | —               | —               | —               | —               | —               | —               | —               | —               | —               | —               | Red Flag            |
| 2016 | "This Is a War"                        | —               | —               | —               | —               | —               | —               | —               | —               | —               | —               | —               | —               | —               | —               | —               | —               | —               | —               | —               | —               | —               | Red Flag            |
| 2016 | "One Woman Man"                        | 192             | —               | —               | —               | —               | —               | —               | —               | —               | —               | —               | —               | —               | —               | —               | —               | —               | —               | —               | —               | —               | Red Flag            |